# David Hoilett
David Wayne Hoilett (Brampton, 1990. június 5.) kanadai válogatott labdarúgó, a skót Hibernian csatára.

## Statisztika

### A válogatottban
| Válogatott | Év       | Pályára lépés | Gól |
| ---------- | -------- | ------------- | --- |
| Kanada     | 2015     | 3             | 0   |
| Kanada     | 2016     | 7             | 0   |
| Kanada     | 2017     | 7             | 1   |
| Kanada     | 2018     | 3             | 2   |
| Kanada     | 2019     | 7             | 6   |
| Kanada     | 2021     | 12            | 4   |
| Kanada     | 2022     | 14            | 1   |
| Kanada     | 2023     | 9             | 2   |
| Kanada     | 2024     | 1             | 0   |
| Összesen   | Összesen | 63            | 16  |

#### Góljai a válogatottban
| #  | Időpont             | Helyszín                                                      | Ellenfél                 | Gólok | Eredmény | Kiírás                                          |
| -- | ------------------- | ------------------------------------------------------------- | ------------------------ | ----- | -------- | ----------------------------------------------- |
| 1  | 2017. július 20.    | State Farm Stadion, Glendale, Amerikai Egyesült Államok       | Jamaica                  | 1–2   | 1–2      | 2017-es CONCACAF-aranykupa                      |
| 2  | 2018. szeptember 9. | IMG Akadémia, Bradenton, Amerikai Egyesült Államok            | Amerikai Virgin-szigetek | 6–0   | 8–0      | 2019–2020-as CONCACAF-nemzetek ligája-selejtező |
| 3  | 2018. október 16.   | BMO Field, Toronto, Kanada                                    | Dominikai Közösség       | 2–0   | 5–0      | 2019–2020-as CONCACAF-nemzetek ligája-selejtező |
| 4  | 2019. március 24.   | BC Place, Vancouver, Kanada                                   | Francia Guyana           | 1–0   | 4–1      | 2019–2020-as CONCACAF-nemzetek ligája-selejtező |
| 5  | 2019. június 15.    | Rose Bowl, Pasadena, Amerikai Egyesült Államok                | Martinique               | 3–0   | 4–0      | 2019-es CONCACAF-aranykupa                      |
| 6  | 2019. június 23.    | Bank of America Stadion, Charlotte, Amerikai Egyesült Államok | Kuba                     | 5–0   | 7–0      | 2019-es CONCACAF-aranykupa                      |
| 7  | 2019. szeptember 7. | BMO Field, Toronto, Kanada                                    | Kuba                     | 1–0   | 6–0      | 2019–2020-as CONCACAF-nemzetek ligája (A liga)  |
| 8  | 2019. szeptember 7. | BMO Field, Toronto, Kanada                                    | Kuba                     | 3–0   | 6–0      | 2019–2020-as CONCACAF-nemzetek ligája (A liga)  |
| 9  | 2019. szeptember 7. | BMO Field, Toronto, Kanada                                    | Kuba                     | 6–0   | 6–0      | 2019–2020-as CONCACAF-nemzetek ligája (A liga)  |
| 10 | 2021. június 5.     | IMG Akadémia, Bradenton, Amerikai Egyesült Államok            | Aruba                    | 2–0   | 7–0      | 2022-es VB-selejtező                            |
| 11 | 2021. június 15.    | SeatGeek Stadion, Bridgeview, Amerikai Egyesült Államok       | Haiti                    | 3–0   | 3–0      | 2022-es VB-selejtező                            |
| 12 | 2021. július 15.    | Children's Mercy Park, Kansas City, Amerikai Egyesült Államok | Haiti                    | 4–1   | 4–1      | 2021-es CONCACAF-aranykupa                      |
| 13 | 2021. július 25.    | AT&T Stadion, Arlington, Amerikai Egyesült Államok            | Costa Rica               | 1–0   | 2–0      | 2021-es CONCACAF-aranykupa                      |
| 14 | 2022. március 27.   | BMO Field, Toronto, Kanada                                    | Jamaica                  | 3–0   | 4–0      | 2022-es VB-selejtező                            |
| 15 | 2023. július 4.     | Shell Energy Stadion, Houston, Amerikai Egyesült Államok      | Kuba                     | 1–0   | 4–2      | 2023-as CONCACAF-aranykupa                      |
| 16 | 2023. október 13.   | Niigata Stadion, Niigata, Japán                               | Japán                    | 1–4   | 1–4      | Barátságos mérkőzés                             |